# Сантијаго Есе
Сантијаго Есе (шп. Santiago Hezze; Буенос Ајрес, 22. октобар 2001) је аргентински фудбалер који тренутно наступа за Олимпијакос. Игра на позицији дефанзивног везног играча.
Есе поседује пољско држављанство јер је његова бака родом из Пољске.

## Успеси
Олимпијакос
- Лига конференције (1) : 2023/24.[6]

Појединачни
- Играч месеца у Суперлиги Грчке: април 2024.[7]